# Gadag-Betigeri
Gadag-Betigeri é uma cidade e um conselho municipal no distrito de Gadag, no estado indiano de Carnataca.

## Demografia
Segundo o censo de 2001, Gadag-Betigeri tinha uma população de 154 849 habitantes. Os indivíduos do sexo masculino constituem 51% da população e os do sexo feminino 49%. Gadag-Betigeri tem uma taxa de literacia de 71%, superior à média nacional de 59,5%: a literacia no sexo masculino é de 79% e no sexo feminino é de 64%. Em Gadag-Betigeri, 12% da população está abaixo dos 6 anos de idade.

## Infraestruturas

### Transportes
A cidade possui uma estação ferroviária que serve de conexão para o Caminho de Ferro de Mormugão, que a liga ao litoral, ao porto de Mormugão, na cidade de Vasco da Gama, e ao leste, a cidade de Guntacal, em Andra Pradexe.